# Johan Carlsson (tennisspelare)
Johan Carlsson, född 29 januari 1966, är en svensk före detta tennisspelare på ATP-touren. Han var som bäst rankad 81 på världsrankingen. Han vann Kungens kanna 1992, svenska mästerskapet i dubbel tillsammans med Johan Donar 1994, och svenska mästerskapet för juniorer 1982 då han besegrade Stefan Edberg i finalen.
De bästa spelarna som Johan Carlsson besegrat är Stefan Edberg, Anders Järryd, Pat Cash, Vitas Gerulaitis, Johan Kriek, Thomas Muster, Kent Carlsson, Bill Scanlon, Jose Luis Clerc, Petr Korda, Tommy Haas, Mikael Pernfors, Miroslav Mecir och Jonas Svensson.
Johan Carlsson är idag styrelseordförande i Racketcenter AB Linköping, styrelseordförande i Bemalitu AB och arbetar med fastigheter samt handel av värdepapper. Han bor i Wimbledon, London.